# Canal de la Sambre à l'Oise
Le canal de la Sambre à l'Oise est un canal à bief de partage au gabarit Freycinet reliant les vallées de la Sambre et de l'Oise.

## Caractéristiques physiques
Long de 71,056 kilomètres, il comporte 38 écluses (3 sur le versant Sambre et 35 sur le versant Oise).
Il relie les communes de Landrecies (Nord) et de Tergnier (Aisne). Jusqu'à Oisy, le canal suit de près le cours de la Sambre. Le bief de partage est alimenté par un réservoir situé à Boué sur l'ancienne Sambre. Le canal retrouve la vallée de l'Oise à Vadencourt 19 écluses plus bas et poursuit son cours en longeant la rivière pour rejoindre à Fargniers (commune de Tergnier) le canal latéral à l'Oise et le canal de Saint-Quentin.
Le Conseil régional de Picardie a retenu le canal pour y faire passer la véloroute TransEuropéenne (EuroVelo 3) qui relie la Norvège à l'Espagne.
- altitude à Landrecies (Nord) (origine physique et administrative) : 133,32 m
- altitude du bief de partage : 143 m environ
- altitude à Fargniers : (extrémité physique et administrative) : 51,55 m[1]

## Historique

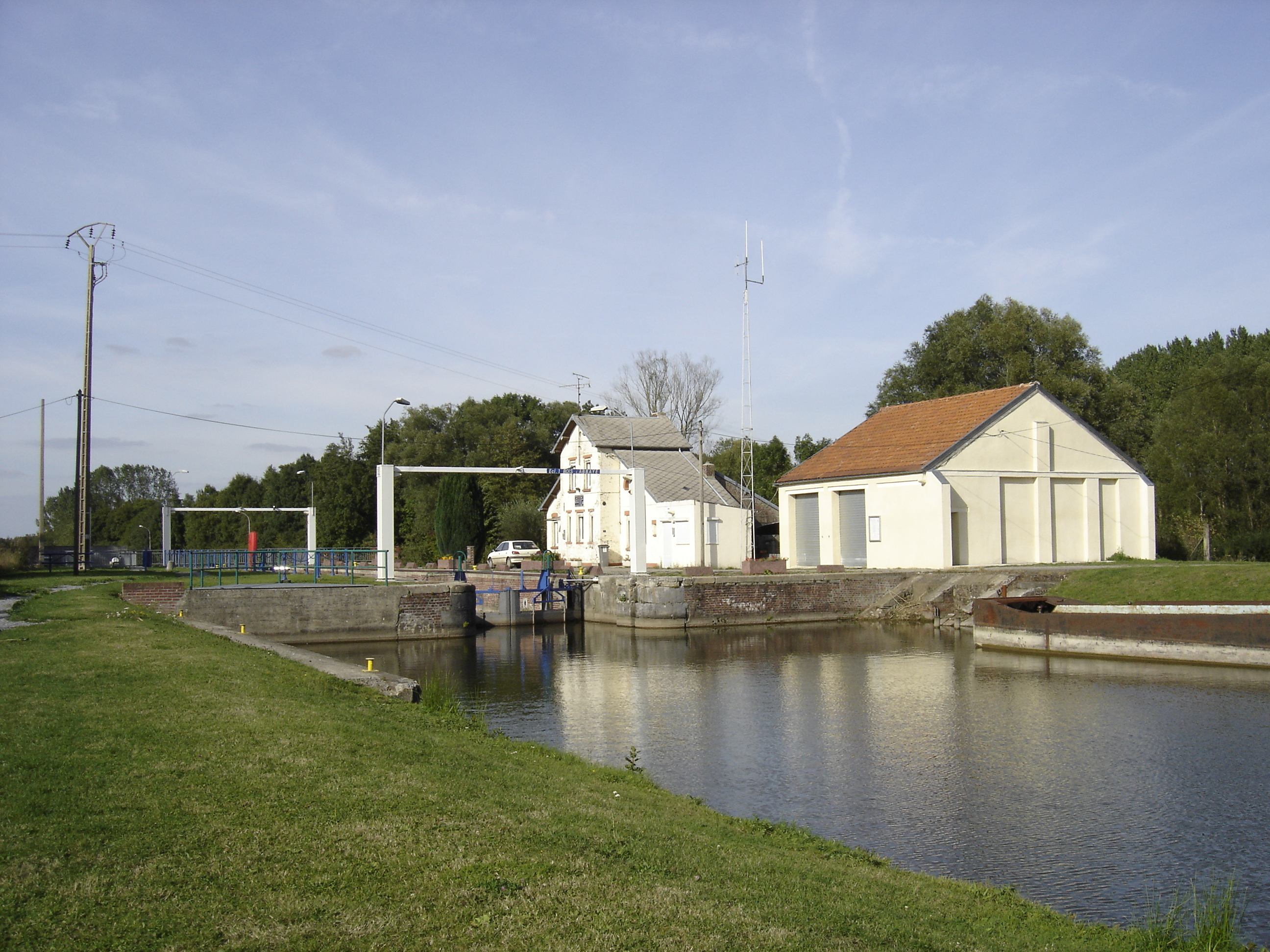
Rejet-de-Beaulieu — Écluse du Bois de l'Abbaye.

La construction du canal de la Sambre à l'Oise fut décidée au début du XIXe siècle dans le but d'alimenter Paris en charbon belge extrait dans le bassin minier de Charleroi, la production des mines du Valenciennois ne suffisant plus.
Le canal de jonction de la Sambre à l'Oise a pris réellement naissance le 30 avril 1833 grâce à la loi nmr 101 article 232 promulguée par le roi Louis-Philippe Ier. La société le gérant fut parmi les premières cotées à la Bourse de Paris.
Dans celle-ci, la concession du canal de jonction de la Sambre à l'Oise a été autorisée. La loi est parue le 10 mai 1833. Les premiers Administrateurs de la Société étaient MM. le baron James de Rothschild, président, le comte Ferdinand de Meeûs, en sa qualité de gouverneur de la Société générale de Belgique, le comte Henri de Baillet, Frédéric Basse et Sanson-Davillier. Certains actionnaires allaient fonder en 1850 et devenir membres du Conseil de la Société Anonyme de la Sambre française canalisée.
Le bulletin officiel des lois et arrêtés royaux de la Belgique mérite d'être consulté (loi 683 et arrêté 684, page 758).
Les travaux débutèrent en 1834 et le canal fut ouvert en 1839. Anne Pierre Nicolas de Lapisse travailla comme ingénieur en chef au canal.
C'est donc une pleine réussite de la Société générale de Belgique et de la Banque du baron James de Rothschild. Parmi les administrateurs belges, on peut citer le Comte de Meeûs, banquier d'envergure, né dans une famille bruxelloise très aisée, qui s'est retrouvé à l'âge de trente ans à la tête d'une très grosse entreprise qui allait diriger toute l'économie belge pendant plus d'un siècle et demi.
La navigation a été interrompue du point kilométrique 30 au point kilométrique 37,5 entre mars 2006 et juillet 2021 à la suite de la fermeture des ponts-canaux de Vadencourt et Macquigny. Les travaux de rénovation de ces ouvrages ont eu lieu entre 2019 et 2021, et la réouverture du canal a eu lieu en juillet 2021.

## Valorisation touristique
Le chemin de halage du canal de Sambre à l'Oise est aménagé en voie verte sur 36 km d'Abbécourt à Ribemont sur le parcours de la véloroute européenne EuroVélo 3,.

## À noter
Le poète anglais Wilfred Owen fut tué en combat en traversant le canal le 4 novembre 1918.